# Dima Halam Daogah
Dima Halam Daogah és un moviment polític d'alliberament de la nació dimasa d'Assam, a l'Índia.
És un moviment armat que té el seu quarter general a Dimabong Halali. Inclou als dimasa i a joves karbi dels districtes de North Cachar i Karbi Anglong (Assam). És d'ideologia progressista.
Fou creat el 1993 i va rebre el suport del Consell Nacional Socialista de Nagaland, després Consell Nacional Socialista de Nagalim, però vers el 1999 se'n va distanciar.
Els seus combatents són un centenar.
El 1995 quan el grup Dimasa National Security Force (DNSF) es va rendir en massa, el cap militar d'aquest grup Jewel Garlossa i alguns seguidor es van unir al Dima Halam Daogah. El 1999 tenia força activitat i cobrava impostos a funcionaris i empresaris en el districte de majoria dimasa i atacava les forces de seguretat índies, però el 3 de juliol de 1999 el seu comandant en cap, Bejoy Nandung, va caure en una emboscada de les forces índies i des d'aquest fet la seva activitat va minvar.
L'1 de gener del 2003 va signar un acord de suspensió d'operacions militars amb el govern indi que restà prorrogat fins al 31 de desembre de 2006.
El gener de 2013 va deixar les armes.